# Kalme (Tõrva)
Kalme is een plaats in de Estlandse gemeente Tõrva in de provincie Valgamaa. De plaats heeft de status van dorp (Estisch: küla).
Tot in oktober 2017 lag Kalme in de gemeente Helme. In die maand werd Helme bij Tõrva gevoegd.

## Bevolkingsontwikkeling
De ontwikkeling van het aantal inwoners blijkt uit het volgende staatje:
| Jaar            | 2000 | 2011 | 2021 |
| --------------- | ---- | ---- | ---- |
| Aantal inwoners | 142  | 102  | 94   |

## Ligging
Kalme ligt aan de Tugimaantee 69, de secundaire weg van Võru naar Tõrva. De rivier Jõku, een zijrivier van de Õhne, stroomt door het dorp.

## Geschiedenis
Kalme werd voor het eerst genoemd in 1839 als boerderij op het landgoed van Beckhof (Jõgeveste). In 1945 stond Kalme voor het eerst in de lijst van dorpen.